# Ottilie Reimers
Ottilie Reimers, geborene Frick (* 30. Januar 1913 in Hamburg; † 24. Mai 2025 in Großhansdorf) war eine deutsche Supercentenarian.

## Leben
Ottilie Reimers wuchs im Hamburger Stadtteil Eilbek auf.
Nach ihrem Schulabschluss absolvierte sie ab Ende der 1920er-Jahre zunächst eine kaufmännische Ausbildung. Später arbeitete sie als Sekretärin beim Hamburger Tageblatt und dann als Chefsekretärin bei Die Welt. Danach ging Reimers den Schritt in die Selbständigkeit und war über mehrere Jahrzehnte hinweg die Besitzerin zwei verschiedener Zeitschriftenläden. Während dieser Tätigkeit lernte sie auch ihren späteren Ehemann kennen.
Mitte der 1970er-Jahre ging Reimers in den Ruhestand. Danach lebte sie mit ihrem Mann für einige Jahre in Österreich. Ihr Ehemann starb 1982. Danach kehrte Reimers wieder nach Deutschland zurück und wohnte fortan in Bad Bevensen. Im Jahr 2019 zog Reimers im Alter von 106 Jahren in eine Seniorenresidenz in Großhansdorf.
Mit dem Tod von Josefine Ollmann im Alter von 113 Jahren am 16. Juli 2022 wurde Ottilie Reimers zur ältesten in Schleswig-Holstein lebenden Person.
Mit ihrem 110. Geburtstag im Januar 2023 wurde Reimers zur Supercentenarian.
Ottilie Reimers starb Ende Mai 2025 im Alter von 112 Jahren.